# Johann Caspar Kerll

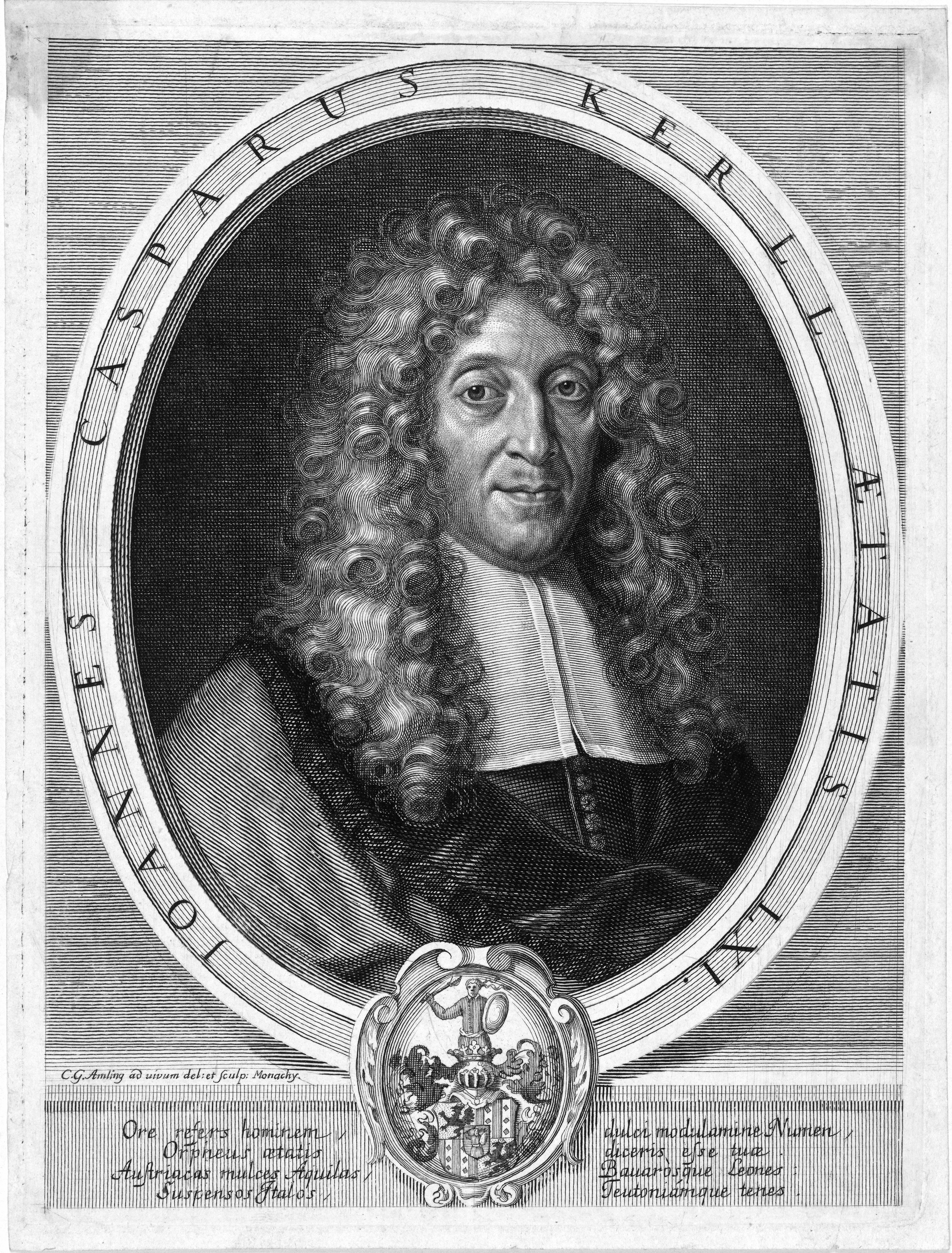
Retrato, feito por volta de 1685–1688 durante sua estadia em Munique.

Johann Caspar Kerll (9 de abril de 1627 – 13 de fevereiro de 1693) foi um compositor barroco e organista alemão. Também é conhecido como Kerl, Gherl, Giovanni Gasparo Cherll e Gaspard Kerle.
Nascido em Adorf no Eleitorado da Saxônia como filho de um organista, Kerll demonstrou habilidades musicais excepcionais desde cedo e foi ensinado por Giovanni Valentini, Kapellmeister da corte de Viena. Kerll tornou-se um dos compositores mais aclamados de seu tempo, conhecido tanto como compositor talentoso quanto como professor exemplar. Trabalhou em Viena, Munique e Bruxelas, e também viajou extensivamente. Entre seus alunos estavam Agostino Steffani, Franz Xaver Murschhauser e possivelmente Johann Pachelbel, e sua influência é visível nas obras de Händel e Johann Sebastian Bach: Händel frequentemente tomava emprestados temas e fragmentos de música das obras de Kerll, e Bach arranjou o movimento Sanctus da Missa superba de Kerll como BWV 241, Sanctus em Ré maior.
Embora Kerll tenha sido um compositor conhecido e influente, muitas de suas obras estão atualmente perdidas. As perdas são particularmente notáveis na música vocal, com todas as 11 óperas conhecidas e 24 ofertórios desaparecidos. A obra sobrevivente mostra o domínio de Kerll do estilo concertado italiano, empregado em quase todas as suas missas, e sua técnica contrapontística altamente desenvolvida. Ele foi influenciado por Heinrich Schütz em sua música vocal sacra e por Girolamo Frescobaldi em obras para teclado.

## Vida
Kerll era filho de Caspar Kerll e Catharina Hendel (casados em 1626). Nasceu em 1627 em Adorf, onde seu pai serviu como organista da Michaeliskirche (nomeado após construir o órgão da igreja com Jacob Schädlich). Caspar Kerll provavelmente deu lições de música ao filho, que aparentemente demonstrou habilidades musicais excepcionais; em 1641 já estava compondo e algum tempo depois, durante o início da década de 1640, foi enviado a Viena para estudar com Giovanni Valentini, Kapellmeister e compositor da corte. A carreira profissional de Kerll começou em Viena, onde serviu como organista, e continuou aproximadamente em 1647/8, quando o Arquiduque Leopoldo Guilherme da Áustria (então governador dos Países Baixos Espanhóis) o empregou como organista de câmara para o novo palácio residencial em Bruxelas.
Durante os anos seguintes, Kerll conseguiu, de alguma forma, combinar viagens com o trabalho em Bruxelas sem perder seu emprego. Primeiro, Leopoldo Guilherme o enviou a Roma para estudar com Giacomo Carissimi. Isso foi por volta de 1648/9; Kerll deve ter conhecido Johann Jakob Froberger e pode ter estudado com ele. Retornando a Bruxelas por um breve período, partiu novamente no inverno de 1649–1650, viajando para Dresden. Ele também compareceu ao casamento de Filipe IV de Espanha e Mariana de Áustria, visitou Viena várias vezes em 1651 e 1652 e passou algum tempo na Abadia de Göttweig e na Morávia. Abraham van den Kerckhoven substituiu Kerll enquanto ele estava ausente e acabou sucedendo-o em 1655, quando Kerll partiu.
Em fevereiro de 1656, Kerll aceitou um cargo temporário de Vice-Kapellmeister na corte de Munique sob o Eleitor Fernando Maria. Em março, ele sucedeu Giovanni Giacomo Porro como Kapellmeister da corte. A fama de Kerll começou a crescer rapidamente à medida que recebia tarefas cada vez mais importantes. Particularmente importantes são sua ópera Oronte (agora perdida), que inaugurou a casa de ópera de Munique em janeiro de 1657, e uma missa vocal composta em 1658 para a coroação do Imperador Leopoldo I em Frankfurt.
Enquanto estava em Munique, Kerll casou-se com Anna Catharina Egermayer em 1657. O casal teve oito filhos, mas apenas um deles, o filho mais novo, seguiu carreira na música. Os anos em Munique foram especialmente importantes para Kerll: ele era aparentemente favorecido por Fernando Maria, que forneceria apoio pelo resto da vida de Kerll; em 1664 foi enobrecido pelo imperador; em 1669 suas primeiras obras publicadas apareceram: Delectus sacrarum cantionum, uma coleção de música vocal, e uma Missa pro defunctis, ambas dedicadas a Fernando Maria. Kerll renunciou ao seu cargo em Munique em 1673 por razões pouco claras – acredita-se que houve uma disputa particularmente séria com outros músicos da corte (cantores italianos) que o fez partir. Kerll, no entanto, manteve contato com o Eleitor Fernando Maria até sua morte.
Em 1674, Kerll mudou-se para Viena. Uma pensão foi concedida a ele em 1675 pelo imperador, que em 1677 o empregou como um de seus organistas da corte. Embora tenha sido sugerido que Kerll possa ter trabalhado na Stephansdom, não há comprovação. Se ele o fez, no entanto, Johann Pachelbel teria sido seu organista-adjunto lá. A peste de 1679, comemorada por Kerll em Modulatio organica, uma coleção de música litúrgica para órgão, resultou na morte de Anna Catharina. Ele casou-se com Kunigunde Hilaris em 1682/3 e permaneceu em Viena pelos 10 anos seguintes, sobrevivendo à invasão turca de 1683, que ele também comemorou em música na Missa in fletu solatium. Visitou Munique várias vezes entre 1684 e 1692, publicando sua Modulatio organica (1686) e Missae sex (1689, dedicada ao imperador) lá. No final de 1692, Kerll renunciou à sua posição em Viena e retornou a Munique, onde morreu pouco depois.

## Influência
Embora Kerll tenha sido um renomado professor durante sua vida, seus alunos não incluíram, provavelmente, compositores consideravelmente importantes, embora Johann Joseph Fux possivelmente tenha estudado com ele por um tempo. Agostino Steffani é talvez seu aluno mais conhecido. A influência de Kerll em compositores posteriores, no entanto, é inegável. Johann Pachelbel estudou o estilo de Kerll, o que é particularmente óbvio em suas chaconas para órgão, que lembram as obras de ostinato de Kerll; ele também pode ter estudado com Kerll, embora não haja comprovação. Os dois compositores alemães mais importantes do final da era Barroca, Johann Sebastian Bach e Händel, ambos estudaram o trabalho de Kerll: Bach arranjou a parte do Sanctus da Missa superba de Kerll em seu Sanctus em Ré maior (BWV 241), e Händel frequentemente tomava emprestados temas, e às vezes peças inteiras, das canzonas de Kerll (o tema da Canzona No. 6 é usado para Let all the Angels of God do Messias, Egypt was Glad de Israel no Egito é praticamente semelhante à Canzona No. 4, etc.).

## Obras
Kerll era altamente considerado por seus contemporâneos: muitas de suas obras foram publicadas durante sua vida. Particularmente importantes são as muitas missas concertadas impressas, uma coleção de motetos e concertos sacros intitulada Delectus sacrarum cantionum (Munique, 1669) e Modulatio organica super Magnificat octo ecclesiasticis tonis respondens (Munique, 1686), que contém música litúrgica para órgão. Kerll não era um compositor especialmente prolífico, então as obras sobreviventes são relativamente poucas. Muita de sua música foi perdida, incluindo 11 óperas (pelas quais ele era mais famoso durante sua vida), 25 ofertórios, quatro missas, litanias, sonatas de câmara e diversas obras para teclado.

### Música para teclado
A música para teclado sobrevivente está no estilo típico do sul da Alemanha, combinando o contraponto alemão estrito com estilos e técnicas italianas; Frescobaldi e especialmente Froberger foram as influências mais importantes. A maioria das obras para teclado de Kerll pode ser tocada tanto no órgão de tubos quanto no cravo, com exceção de quatro suítes de dança compostas para cravo e duas tocatas para órgão: Toccata quarta Cromatica con Durezze e Ligature e Toccata sesta per il pedali. Uma cronologia parcial pode ser estabelecida usando o catálogo (incompleto) de Kerll de suas próprias obras, que está incluído na Modulatio organica de 1686 (é o catálogo temático mais antigo sobrevivente das obras de um compositor específico): ele lista 22 peças, 18 das quais foram compostas até 1676, no mais tardar. A composição mais antiga conhecida de Kerll, Ricercata à 4 em Lá (também conhecida como Ricercata in Cylindrum phonotacticum transferanda), foi publicada em 1650 em Roma.
As oito tocatas de Kerll (que correspondem aos oito modos eclesiásticos) alternam entre seções contrapontísticas livres e estritas, às vezes em métricas contrastantes. O uso frequente de finais em 12/8 semelhantes à giga é similar às tocatas de Froberger. As quatro suítes de dança também lembram as suítes de Froberger, mas duas delas contêm movimentos de variação. As canzonas de Kerll consistem, tipicamente para a época, em várias seções fugais; algumas também têm passagens semelhantes a tocatas incorporadas no desenvolvimento das cadências. Duas obras de ostinato sobrevivem, uma passacaglia e uma chaconne, ambas construídas sobre um padrão descendente de baixo; a passacaglia é talvez a obra mais conhecida de Kerll.
As duas peças para teclado mais conhecidas de Kerll são ambas programáticas, peças descritivas. Battaglia é uma peça descritiva em Dó maior, com mais de 200 compassos de comprimento e apresentando numerosas repetições de temas semelhantes a fanfarras, também atribuída a Juan Bautista Cabanilles. Capriccio sopra il Cucu é baseado em uma imitação do canto do cuco, que é ouvido mais de 200 vezes na peça. É modelado após a peça de Frescobaldi baseada na mesma ideia, Capriccio sopra il cucho, mas é estruturalmente e harmonicamente mais complexa. A ideia de repetir um tema particular na música de Kerll atinge seu extremo no Magnificat tertii toni, onde um sujeito de fuga consiste em dezesseis Mi repetidos.

### Música vocal e de câmara
Kerll escreveu numerosas obras não-teclado, especialmente durante os anos em Munique: enquanto revigorava o conjunto da capela da corte de Munique, Kerll deve ter composto uma grande quantidade de música de câmara, e todas as óperas (cerca de 10 ou 11) também foram todas compostas em Munique, começando com Oronte de 1657. As obras de câmara de Kerll incluem uma canzona para dois violinos, viola da gamba e baixo contínuo e três sonatas. A maioria das obras vocais emprega uma técnica avançada de concertato; a missa de réquiem Missa pro defunctis de 1669, escrita para cinco vozes sem acompanhamento, é uma exceção notável. As obras de Delectus sacrarum cantionum, motetos e concertos sacros para 2–5 vozes, são composições seccionais alternando entre escrita imitativa e partes livres, altamente ornamentadas. Elas lembram as peças de Heinrich Schütz de Kleine geistliche Concerte.
Seis das missas sobreviventes foram publicadas durante a vida de Kerll como Missae sex, cum instrumentis concertantibus, e vocibus in ripieno, adjuncta una pro defunctis cum seq. Dies irae (Munique, 1689). O complexo contraponto imitativo que domina a música de câmara de Kerll também está presente na maioria de suas obras vocais sacras: na Missa non sine quare cada movimento termina com uma grande fuga, uma técnica semelhante é vista na Missa Renovationis (que é quase inteiramente baseada em cinco temas usados para o movimento do Kyrie), onde cada divisão da missa também termina com uma grande seção fugal. Entradas em stretto de um tema altamente cromático em obras como Missa in fletu solatium resultam em fortes dissonâncias (a missa em questão, comemorando os eventos de um cerco turco que custou a vida do amigo de Kerll, Alessandro Poglietti, contém uma parte de contínuo que inclui um aviso do compositor para "evitar consonâncias").

## Lista de obras

### Publicadas durante a vida do compositor
- Ricercata a 4 em Lá para instrumento de teclado – publicada em Musurgia universalis de Athanasius Kircher (Roma, 1650)
- Delectus sacrarum cantionum (Munique, 1669), 26 motetos para 2–5 vozes
- Modulatio organica super Magnificat octo ecclesiasticis tonis respondens (Munique, 1686), versos de Magnificat para órgão, cobrindo todos os oito modos eclesiásticos
- Missae sex, cum instrumentis concertantibus, e vocibus in ripieno, adjuncta una pro defunctis cum seq. Dies irae (Munique, 1689), uma coleção de missas concertadas

### Sobreviventes em manuscritos

#### Vocal
- Missa a 3 chori
- Missa cujus toni
- Missa nigra
- Missa pro defunctis (1669)
- Missa quasi modo genita
- Missa Quid vobis videtur (1670)
- Missa superba (1674)
- Missa volante
- 3 missas sem título com apenas movimentos Kyrie e Gloria, 1 missa sem título com apenas o movimento Sanctus
- 16 obras sacras em textos latinos, 3 em textos alemães
- Pia et fortis mulier S Natalia S Adriani martyris coniuge expressa, peça escolar (Viena, 1677)
- uma cantata secular sobre texto alemão
- um dueto secular sobre texto italiano

#### Teclado
- 11 tocatas (8 como um ciclo separado, mais 3 em outra fonte)
- 6 canzonas
- 5 versos
- 4 suítes
- 2 prelúdios

Além destes, sobrevive um sortimento de outras peças para teclado: uma chaconne, uma passacaglia, uma battaglia, um Capriccio sopra il cucu e uma ária com duas variações.

#### Outros instrumentais
- Canzona para dois violinos, viola da gamba e baixo contínuo
- 2 sonatas para dois violinos, viola da gamba e baixo contínuo
- Sonata modi dorii para dois violinos, viola da gamba e baixo contínuo
- Sonata para dois violinos, duas violas e baixo contínuo

### Obras perdidas
- 25 ofertórios
- 11 óperas
- 4 missas
- Outras obras, incluindo litanias e sonatas

## Lista de óperas
- Oronte (Alcaini, 1657)
- Applausi Festivi (1658)
- Ardelia (1660)
- Erinto (1661)
- Antiopa giustificata (1662)
- L'amor della patria superiore al' ogn' altro (1665)
- Atalanta (1667)
- Amor tiranno ovvero Regnero innamorato (1672)